# Faro (illuminazione)

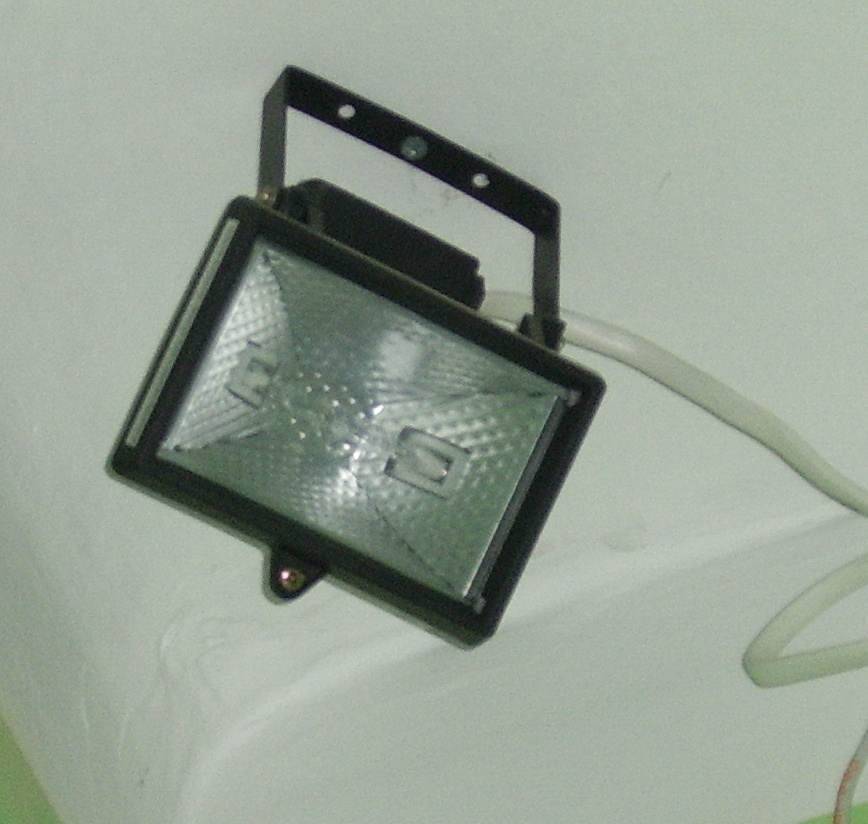
Esempio di faretto con lampada alogena

Il faro, chiamato anche proiettore in particolare per gli apparecchi di forma ellittica oppure faretto per gli apparecchi di piccole dimensioni, è un apparecchio elettrico per l'illuminazione interna ed esterna di un ambiente o di un luogo. La luce che viene emanata da questo apparecchio è solitamente molto potente.

## Composizione e funzionamento
Il faro può essere di piccole o grandi dimensioni ed è composto da un riflettore interno, da una lampadina e da un vetro di protezione. Il faro, a seconda del modello, può funzionare con una lampada alogena, una lampada a scarica (Sodio, HQI, ecc...), dei LED e così via. La forma di questo apparecchio può essere quadrata, rotonda o ellittica.
Alcuni modelli sono dotati di un sensore di movimento che mette in funzione il faro al passaggio di una persona in un luogo buio o poco illuminato, per poi spegnersi dopo alcuni secondi o minuti dal passaggio di questa. La durata di accensione e i lux sono regolabili con i trimmer posti sul sensore.

## Utilizzi

### Principali
È usato soprattutto per l'illuminazione esterna di edifici come cortili interni ed esterni o altri spazi esterni di scuole, capannoni industriali, ecc., ma anche per l'illuminazione di facciate di chiese, di musei e altri edifici storici, monumenti particolari, strade, ampi spazi esterni di piccole dimensioni, ecc. Il faro viene usato anche per l'illuminazione interna dei magazzini, delle palestre, delle piscine, dei capannoni industriali, ecc.

### Per l'illuminazione pubblica urbana
Uno o più fari inoltre possono essere sistemati su un palo della luce concepito solo per i fari oppure possono essere collegati ad un lampione stradale già esistente. Questo sistema viene usato per l'illuminazione pubblica di piazze o altri spazi di un centro abitato oppure per illuminare ampi spazi esterni di piccole dimensioni come ippodromi, maneggi, campi sportivi o da gioco, parcheggi per le auto e così via. I fari vengono impiegati anche per l'illuminazione di gallerie e sottopassi urbani ed extraurbani in modo da evitare situazioni di pericolo derivanti dal buio come ad esempio gli incidenti stradali.

## Tecnologie avanzate

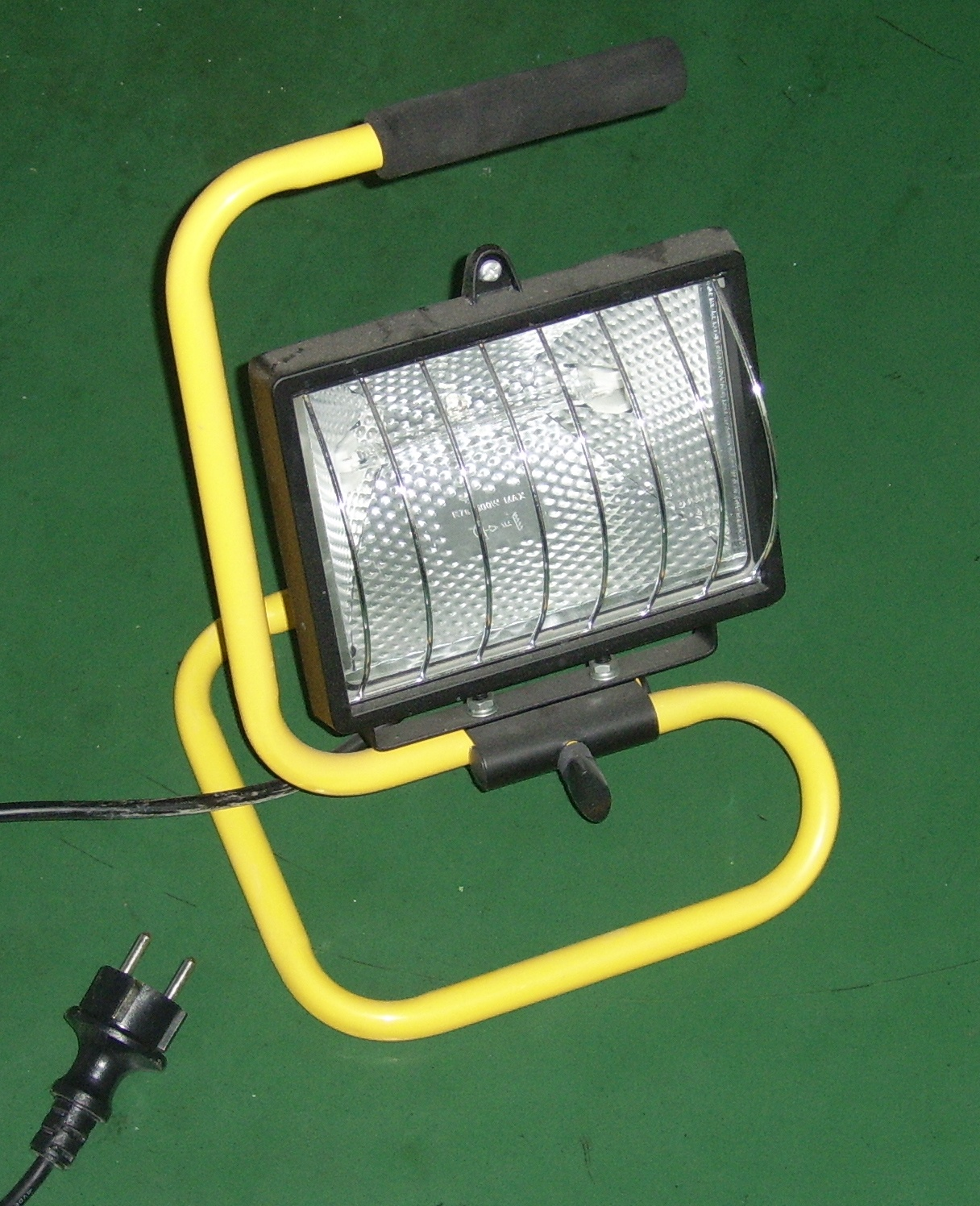
Un faro alogeno portatile

### La torre faro
Una torre faro invece serve per l'illuminazione pubblica degli incroci stradali, dei porti, dei parcheggi grandi per le auto oppure per illuminare spazi grandi come i piazzali di sosta delle stazioni per i pullman, quelli di sosta per gli aeromobili situati all'interno di un'area aeroportuale, i campi sportivi di grandi dimensioni come gli stadi e così via.

### Il faro da incasso a terra
Altro tipo di applicazione per l'illuminazione interna ed esterna è il faro da incasso a terra.

### Il faretto interno a incasso
Per l'illuminazione interna come ad esempio i negozi di abbigliamento e le medesime vetrine per l'esposizione, ci sono i faretti interni a incasso che possono essere a soffitto, a parete e così via. Questi faretti sono di forma rotonda e vengono applicati ad un controsoffitto oppure ci sono quelli definiti proiettori da interno che proiettano la luce in un punto e sono applicabili a soffitto o ad una parete.

### Il faro portatile
Il faro portatile è un apparecchio elettrico oppure a batteria che può essere utile durante i lavori in corso oppure in caso di necessità, come ad esempio se ci sposta per andare a campeggiare da qualche parte o per fare una grigliata notturna in campagna. Ne è un esempio anche la lampada di emergenza portatile.

### Il riflettore ellissoidale
Altro tipo di apparecchio per l'illuminazione di questo tipo è il riflettore ellissoidale, per proiettare la luce in un punto.

## Galleria d'immagini

### Fari per l'illuminazione esterna

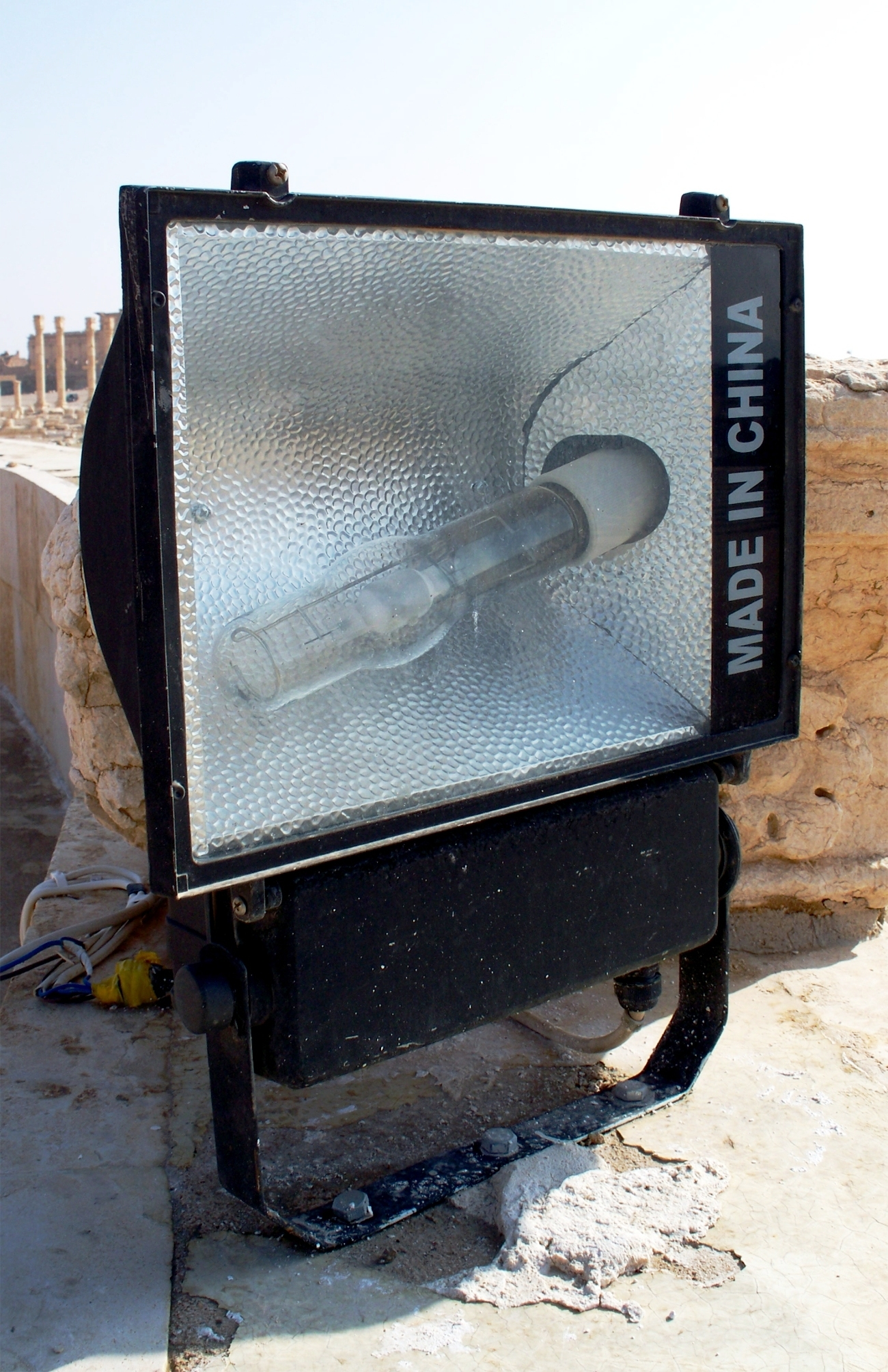
Faro Made in China con lampada a scarica
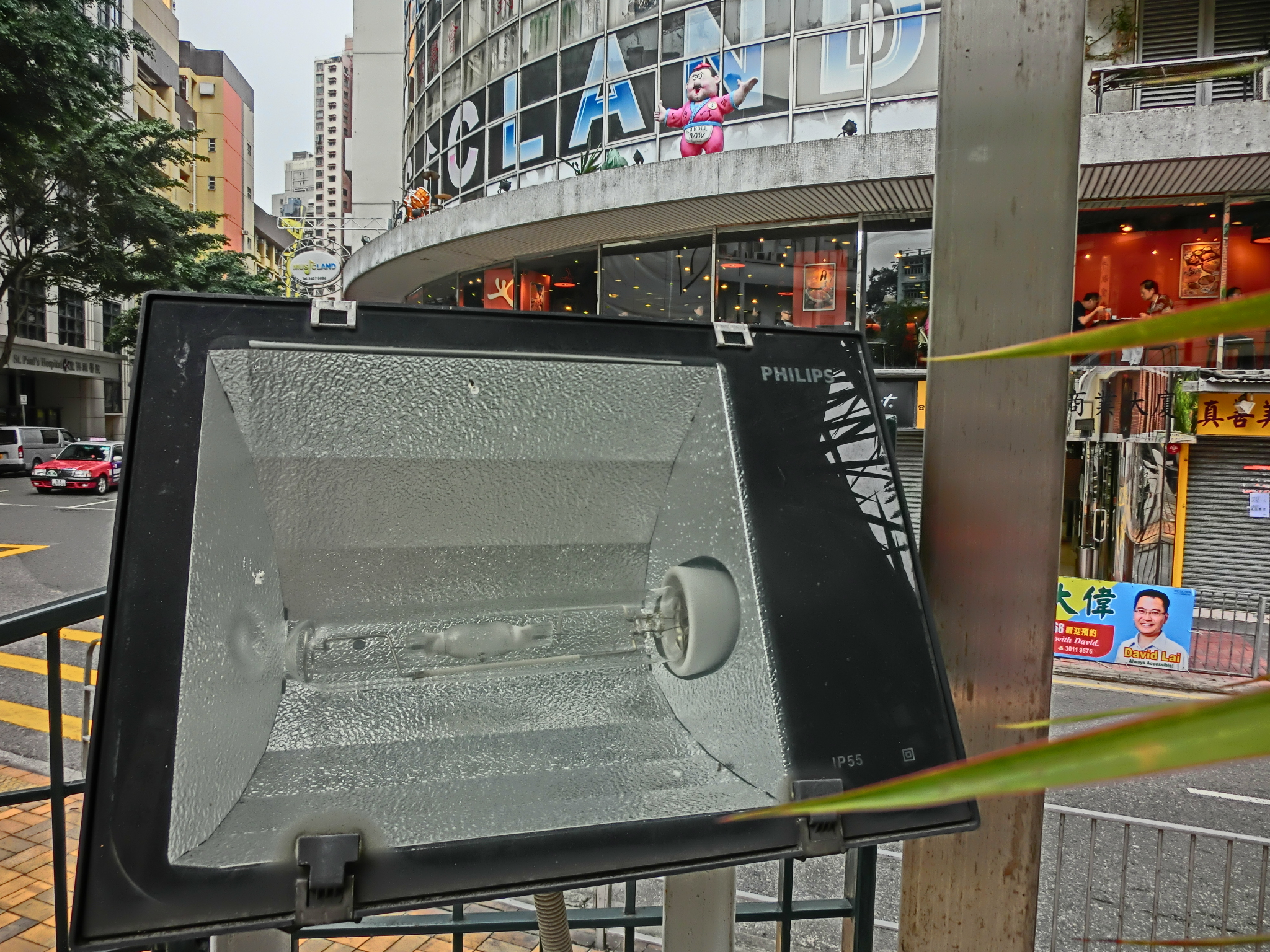
Faro della Philips con lampada a scarica
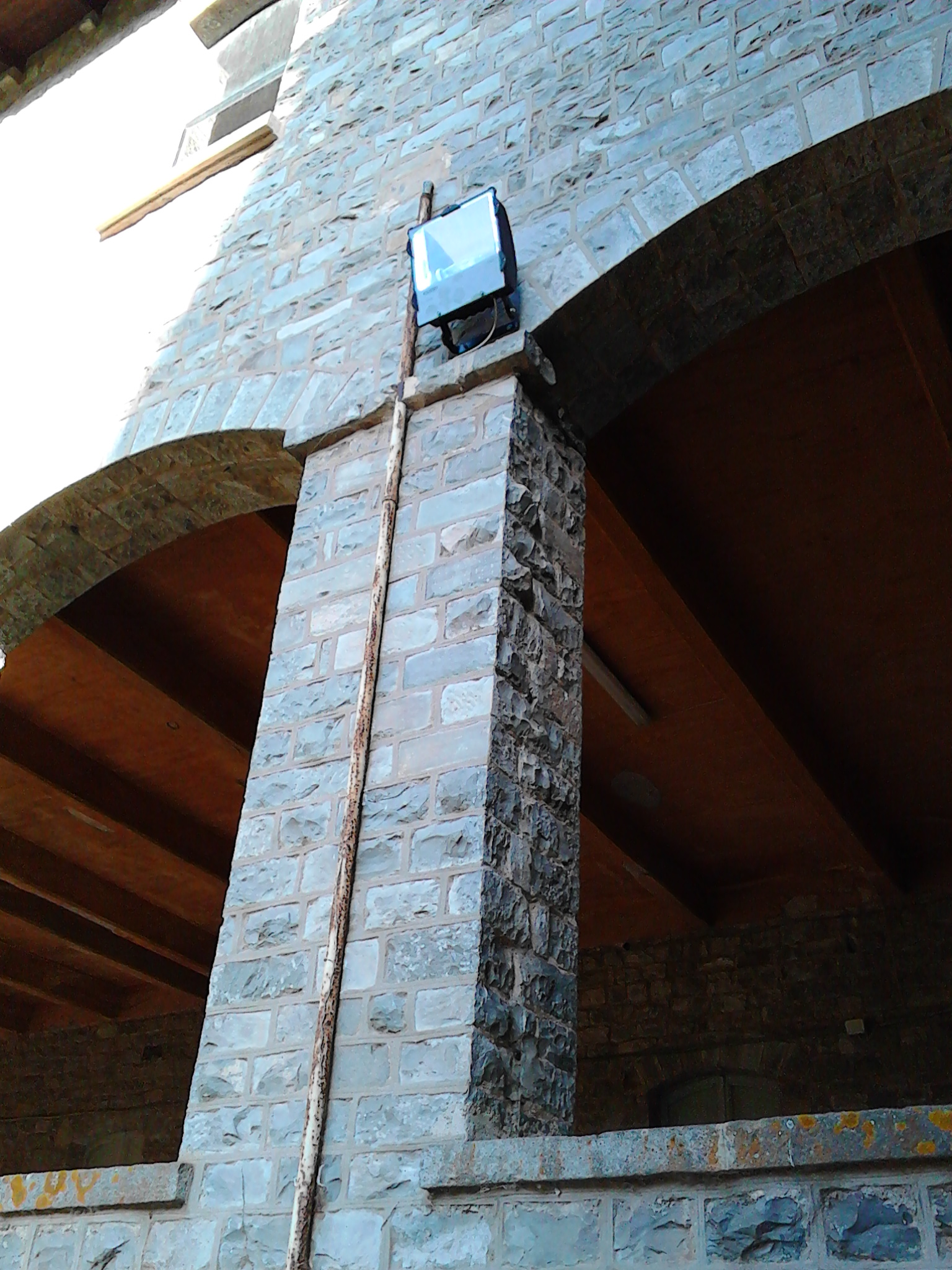
Un faro per l'illuminazione esterna di un cortile interno
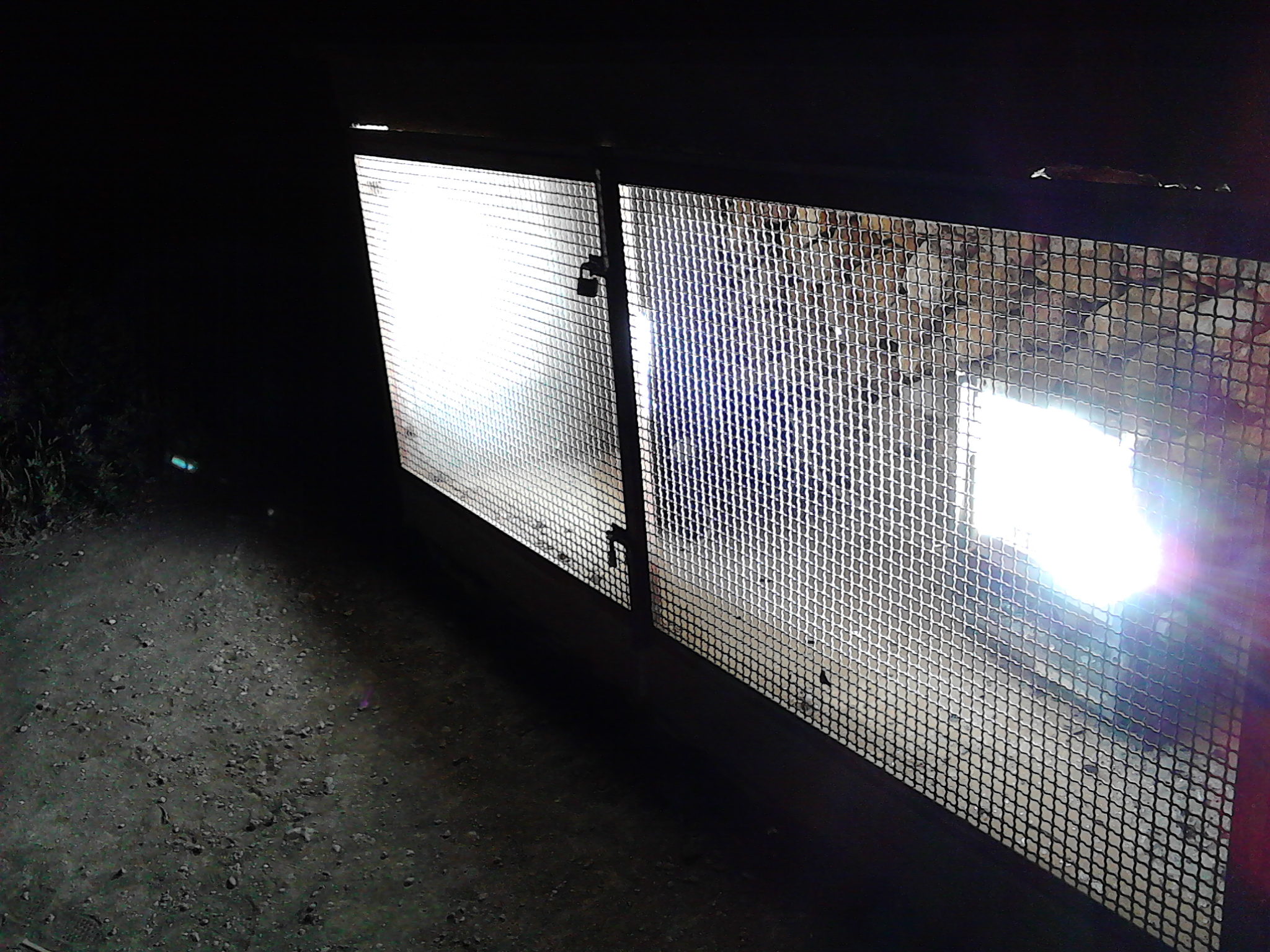
Due fari in funzione
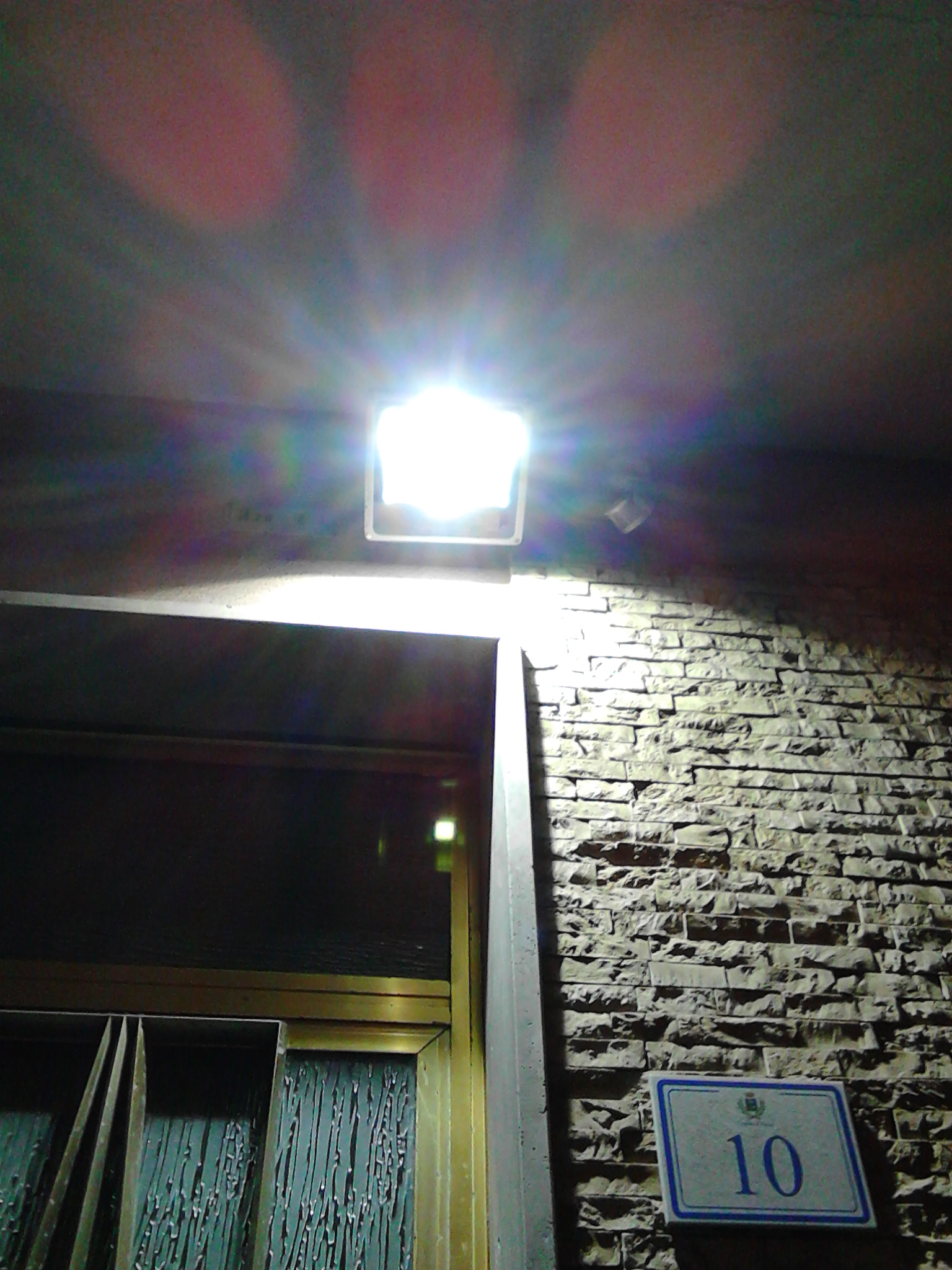
Un faro esterno a LED in funzione

### Fari montati sui lampioni e sui pali della luce

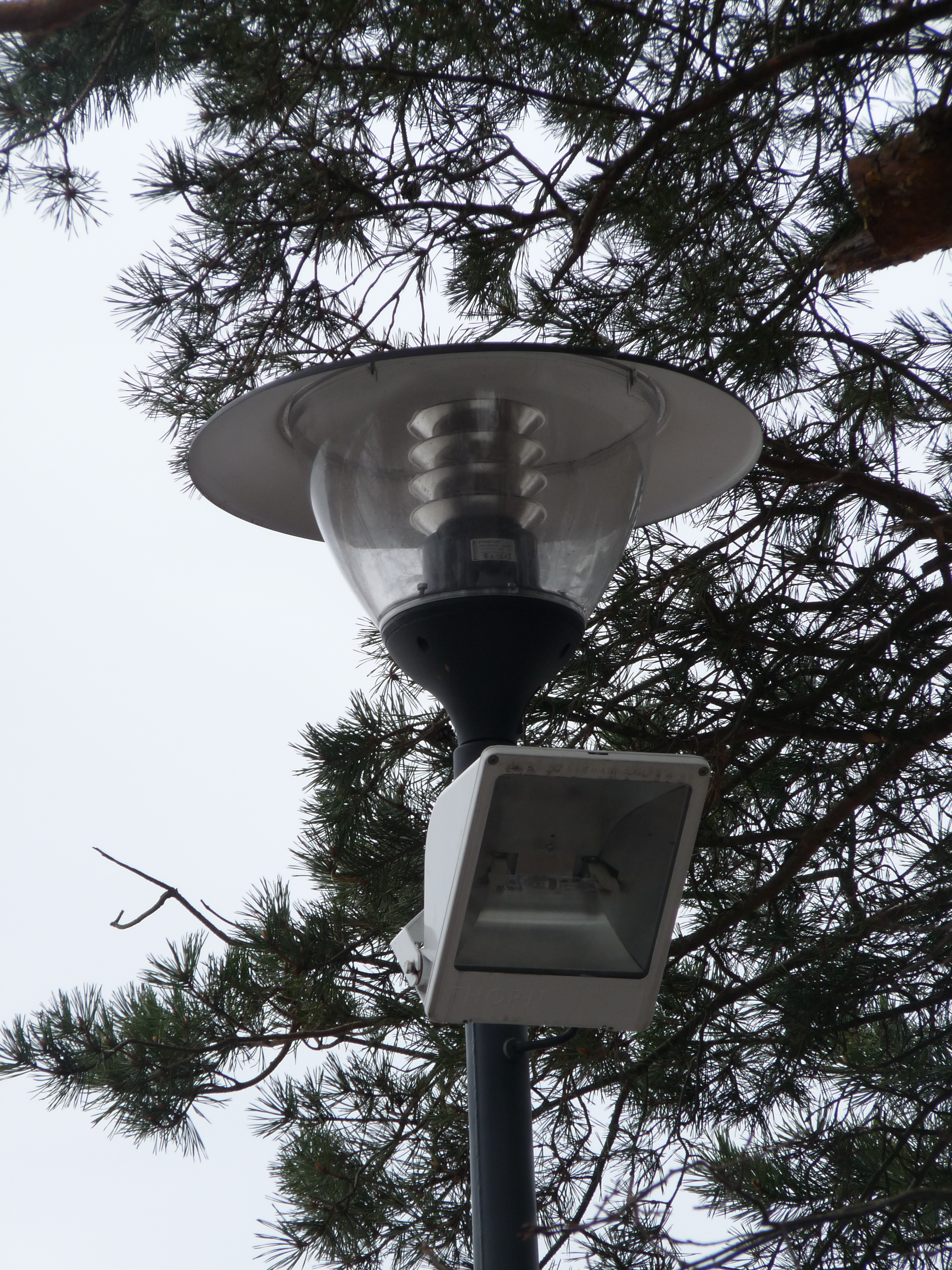
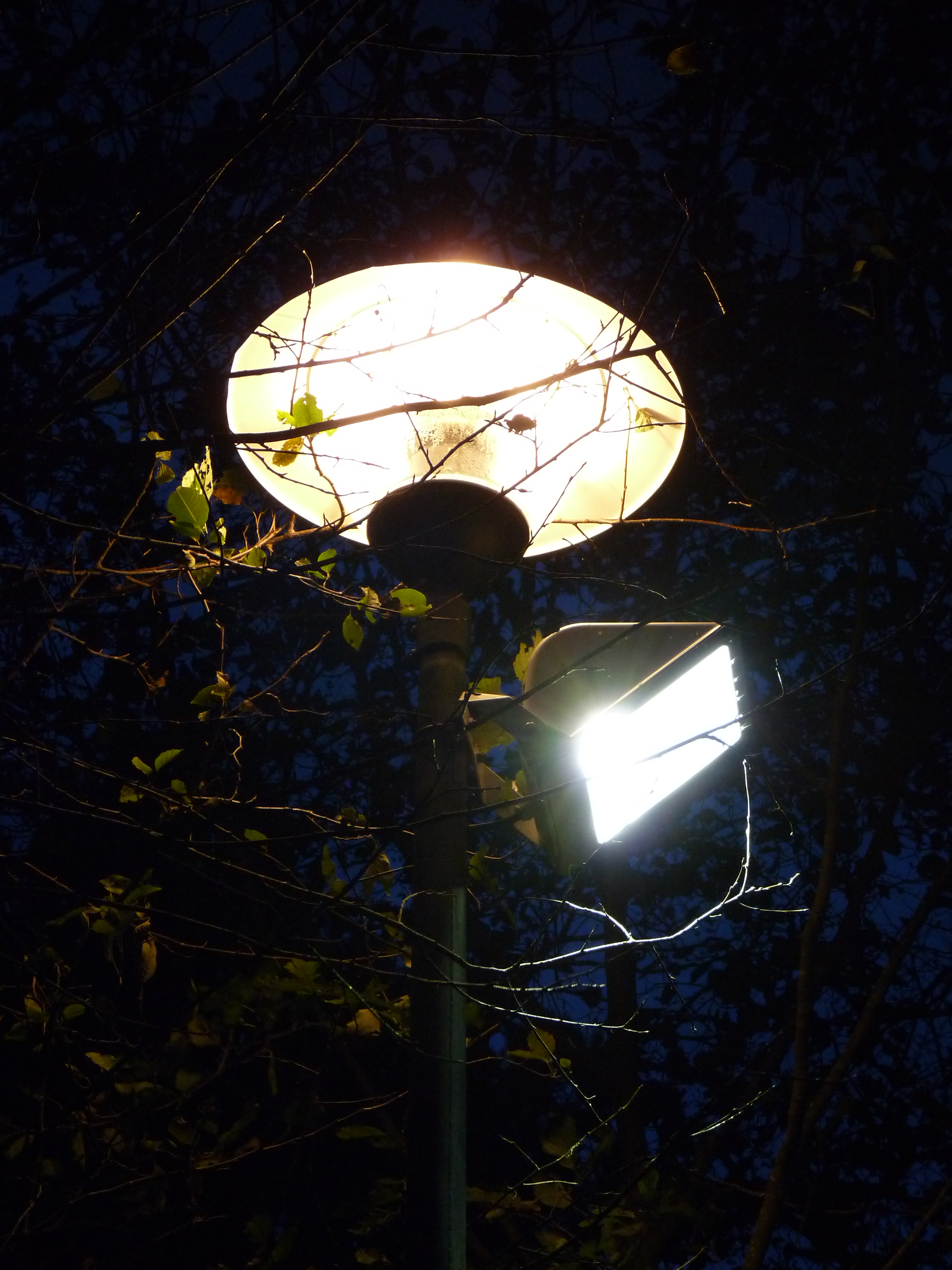
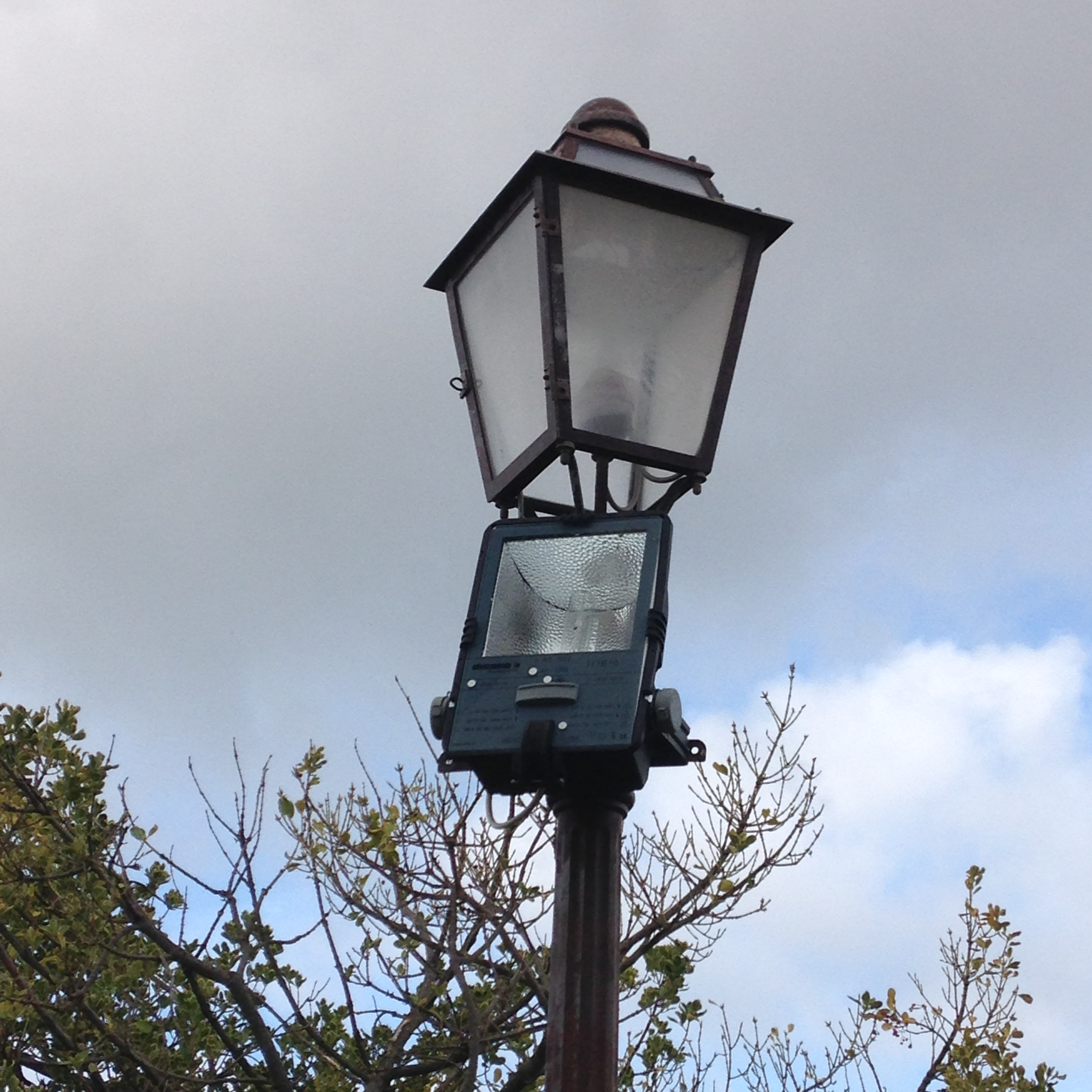
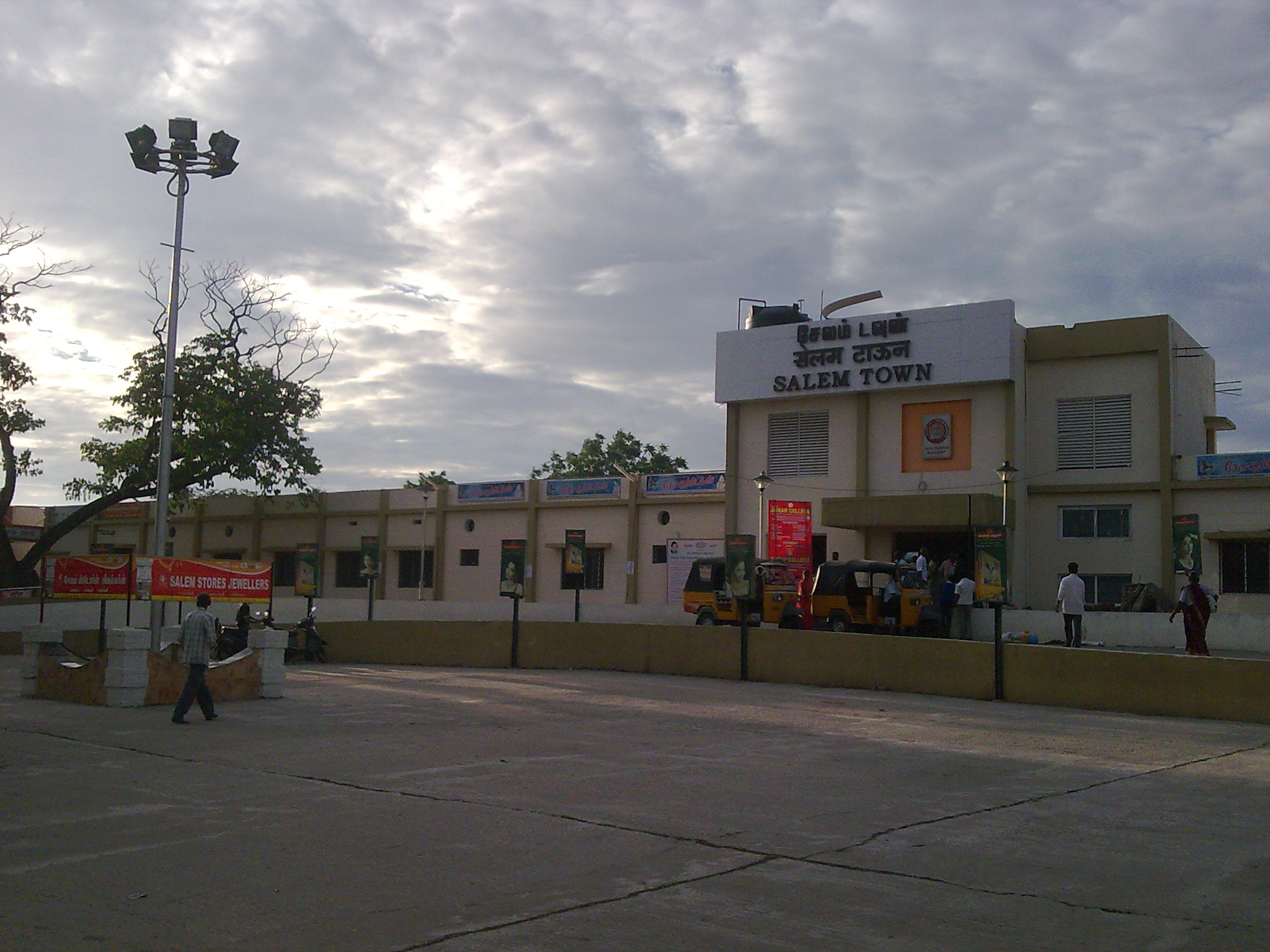
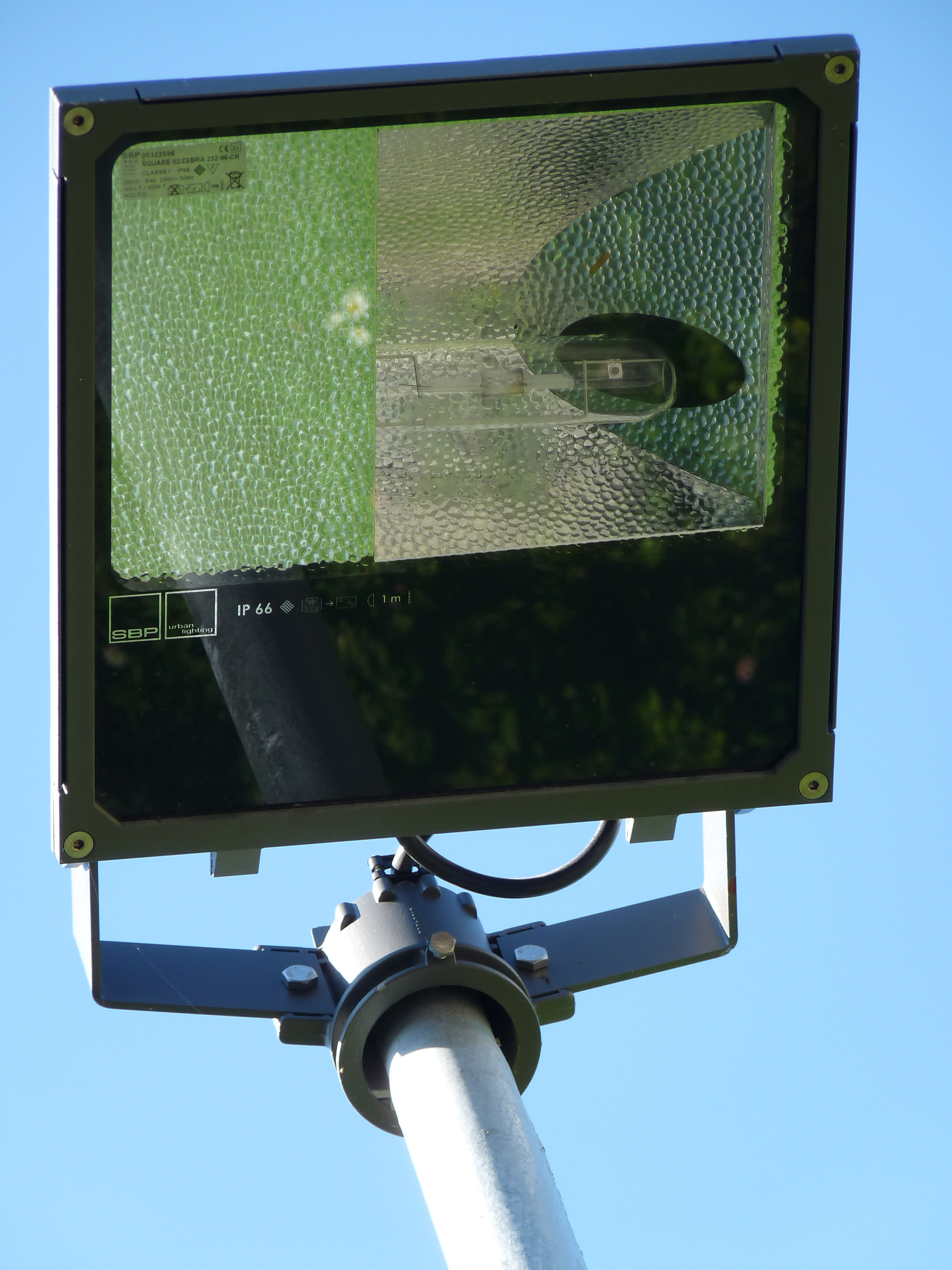

### Fari per l'illuminazione interna

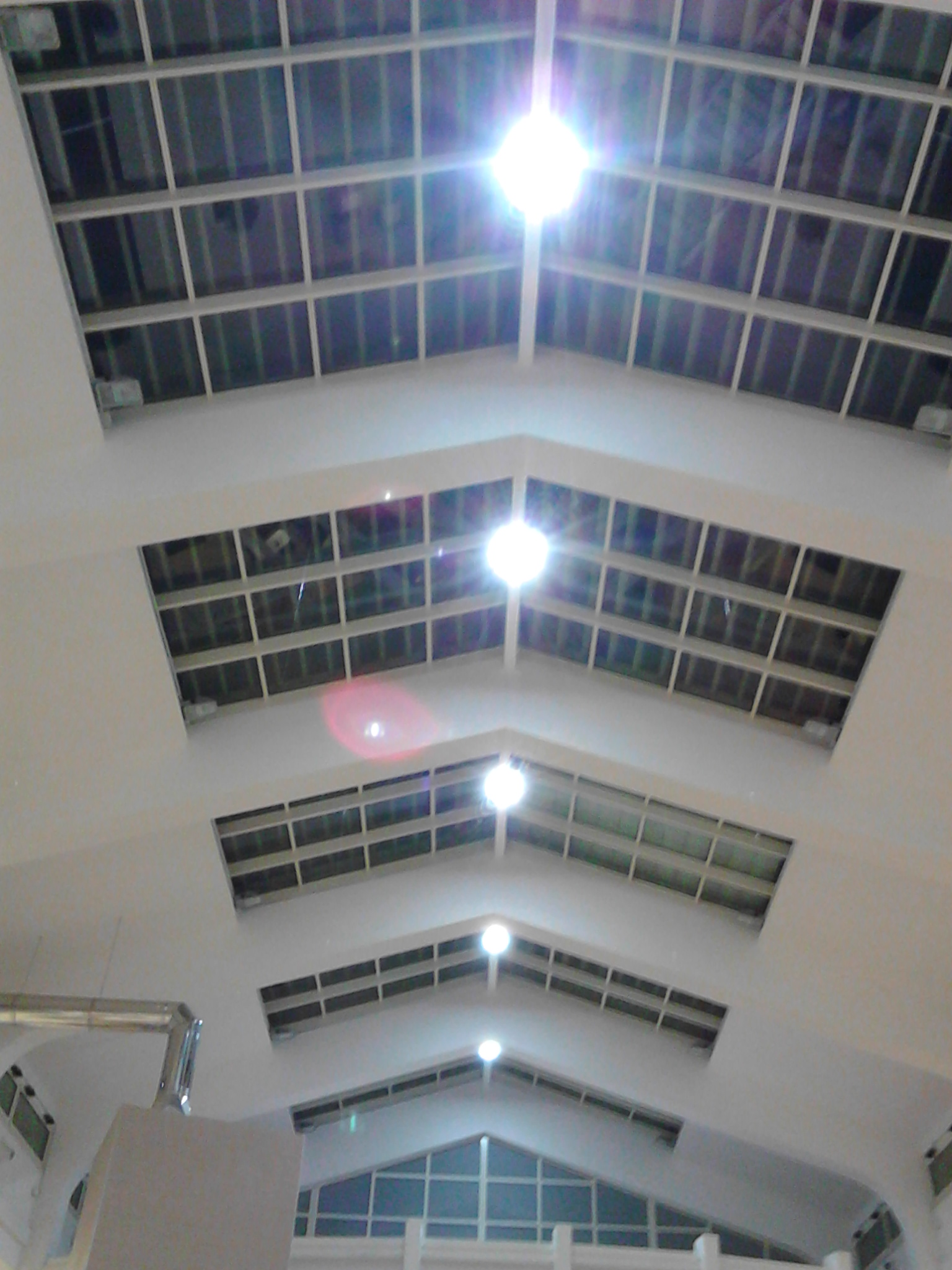
Fari per l'illuminazione interna dell'Exmé di Nuoro